# Wang Xuanxuan
Wang Xuanxuan (en chino: 王玄玄; Feng, 26 de enero de 1990) es un deportista chino que compitió en boxeo. Ganó una medalla de bronce en el Campeonato Mundial de Boxeo Aficionado de 2011, en el peso pesado.

## Palmarés internacional
| Campeonato Mundial | Campeonato Mundial | Campeonato Mundial | Campeonato Mundial |
| Año                | Lugar              | Medalla            | Categoría          |
| ------------------ | ------------------ | ------------------ | ------------------ |
| 2011               | Bakú (Azerbaiyán)  | Medalla de bronce  | 91 kg              |